# Vision Thing
Vision Thing ist das dritte und bislang letzte Studioalbum der britischen Band The Sisters of Mercy; es wurde im Jahre 1990 veröffentlicht.

## Vorgeschichte
Nach der Veröffentlichung des ersten Studioalbums First and Last and Always im Jahre 1985 hatte sich die ursprüngliche Band aufgelöst. Das zweite Studioalbum Floodland wurde unter Verwendung des Bandnamens 1987 von Sänger Andrew Eldritch nach eigener Einschätzung als Soloalbum eingespielt. Das Album brachte zwar den kommerziellen Durchbruch, war aber von Eldritch als reines Studioprojekt konzipiert und nicht zur Aufführung auf Live-Konzerten vorgesehen gewesen. Bandkollegin Patricia Morrison erklärte im März 1988, dass es Live-Auftritte erst mit dem nächsten Studioalbum geben werde, was jedoch noch „eine Menge Aufwand und Zeit“ in Anspruch nehmen werde. Den Rest des Jahres 1988 legten die Sisters eine kreative Pause ein.
Andrew Eldritch gastierte auf dem Song Blood of Emeralds auf Gary Moores Soloalbum After the War, das zwischen März und November 1988 unter anderem in den Puk Studios in Dänemark aufgenommen wurde. Ende 1988 remixte er die Single Toilet Queen der befreundeten Hamburger Band Kastrierte Philosophen und trat in dem betreffenden Video auf. 1989 nahm die ehemalige Berlin-Sängerin Terri Nunn Kontakt zu Eldritch auf: „Ich rief ihn an, weil ich wollte, dass er mit mir an meinem Album arbeitet. Ich flog nach Deutschland, er lebt da in einer Höhle in Hamburg, und wir haben gemeinsam was geschrieben, aber nichts davon hat wirklich funktioniert.“ Zurück in den USA registrierte Nunn am 28. Juli 1989 das Copyright für einen Song Streets Of Shame, zu dem Eldritch Teile des Textes geschrieben hatte; der Song blieb unveröffentlicht und wurde auf Nunns Soloalbum Moment Of Truth (1991) nicht verwendet.

## Vorbereitung des Albums
Anfang 1989 begann Andrew Eldritch mit der Vorbereitung eines neuen Studioalbums für WEA Records. Er sprach seinen Hamburger Labelkollegen Michy Reincke an, ihm aushilfsweise einen Gitarristen zu vermitteln.
Andreas Bruhn: „Ich bin in der Nähe von Hamburg aufgewachsen und spiele Gitarre seit meinem sechsten Lebensjahr. Mit 19 machte ich mein Abitur und leistete dann meinen Zivildienst ab. Ich nahm Songs mit einem Vierspurgerät auf, arbeitete ein bisschen als Studiogitarrist und wurde zum Popkurs an der Musikhochschule angenommen. Da kontaktierte mich Michi Reincke, ein deutscher Sänger mit dem ich mal gespielt hatte. Seine Plattenfirma suchte einen Gitarristen, der Andrew dabei aushelfen könnte, ein paar neue Demos aufzunehmen. Ich schickte ein Tape an WEA und eine Woche später klingelte das Rote Telefon. Er fragte mich nach einem gültigen Reisepass und ob ich Drogenprobleme hätte, dann lud er mich zu einem Treffen ein.“ Eldritch: „Das Tape war absolut grauenhaft. Technisch gesehen war es perfekt, deshalb habe ich zugegriffen.“ Bruhn: „Danach haben wir uns einige Male getroffen und zusammen gespielt. Nach zwei Monaten haben wir uns dann entschieden, es zusammen zu machen.“
Im April 1989 wurde Bruhn offiziell neues Bandmitglied: „Mein letzter Tag beim Zivildienst war dann mein erster Tag bei den Sisters Of Mercy, meiner ersten richtig professionellen Band […] Ich bin im April '89 dazugekommen und habe erst mit Patricia, dann ohne Patricia die Stücke vorbereitet.“ „Ich bin ziemlich gut mit Patricia ausgekommen. Tatsächlich wäre ich gar nicht gefragt worden, in die Band einzusteigen, wenn sie mir nicht Tipps gegeben hätte, wie alles abläuft und wie man mit Andrew arbeiten muss.“
Der ehemalige The-Only-Ones-Gitarrist John Perry wurde ebenfalls eingeladen, bei der Vorbereitung des Albums auszuhelfen und soll auch auf Demoaufnahmen mitgespielt haben: „Als ich das ‚Vision Thing‘-Material zum ersten Mal hörte, war Patricia noch dabei. Als ich später die Aufnahmen [in den Puk Studios] machte, nicht mehr. Sie war eindeutig nicht besonders glücklich mit ihrer Position oder wie sie behandelt wurde.“
Patricia Morrison: „Ich war nicht gerade begeistert von der Richtung, in der das Album ging.“
Am 17. Juli 1989 registrierte Eldritch einen neuen Musikverlag Eldritch Boulevard Limited für die neuen Songs.
Am 29. Juli 1989 meldete die britische Musikpresse: „Andrew Eldritch arbeitet gerade zusammen mit Patricia Morrison am nächsten Sisters Of Mercy-Album, das laut Merciful-Release-Pressesprecher ‚irgendwann nächstes Jahr‘ erscheinen wird.“
Im Oktober 1989 veröffentlichten WEA Records die Sisters-Videokassette Shot, auf dem vier Musikvideos zum Floodland-Album enthalten waren, die erste neue Sisters-Veröffentlichung seit eineinhalb Jahren.
Zu diesem Zeitpunkt wurde die Band durch interne Umstrukturierungen des WEA-Konzerns an das WEA-Sublabel East West Records abgegeben. Eldritch schloss mit dem neuen Label eine Vereinbarung über die Studio- und Produktionskosten des neuen Albums: das Album sollte in vier Monaten fertig aufgenommen werden und sei im Mai 1990 bei der Plattenfirma zur Veröffentlichung abzugeben. In diesem Fall werde die Plattenfirma sämtliche Studio- und Produktionskosten übernehmen. Sollte Eldritch den vereinbarten Termin nicht einhalten, werde er die Kosten selbst übernehmen müssen. Sämtliche Verträge mit der Plattenfirma liefen dabei allein auf Eldritchs Namen: „Ich bin der einzige, der beim Label unter Vertrag steht, ich bin der einzige, der niemals rausgeschmissen wird, ich bin der einzige, der die Schulden am Hals hat.“
Patricia Morrison weigerte sich daraufhin, Verträge zu unterschreiben, die sie „unglaublich dämlich“ nannte, und thematisierte ihre schlechte Bezahlung durch Eldritch (300 britische Pfund im Monat plus Mietkosten). Eldritch soll darauf geantwortet haben: „Ich brauche nur jemanden, der den Bass tief genug halten kann – und du bist raus.“ Morrison: „Als entschieden wurde, dass ich nicht mehr Mitglied der Sisters Of Mercy bin, hatte ich innerhalb von zwei Wochen kein Geld und keine Wohnung mehr.“ „Ich hätte die Verträge von einem guten Anwalt prüfen lassen sollen statt allein auf Vertrauen zu setzen.“
An Weihnachten 1989 kontaktierte Eldritch den ehemaligen GenerationX/Sigue-Sigue-Sputnik-Bassisten Tony James und lud ihn ein, an Patricia Morrisons Stelle auf dem Album zu spielen. Tony James und Andrew Eldritch waren seit 1982 befreundet, als James ihm angeboten hatte, Sänger in seiner neuen Band Sigue Sigue Sputnik zu werden. Eldritch: „Ich habe einen Riesenrespekt vor jemandem, der ein solches Phänomen erschaffen kann […] Solche kraftvollen Persönlichkeiten finde ich interessant. Davon abgesehen – ich finde die Idee gut, jemanden zu nehmen, den alle hassen.“ James: „Man muss bedenken, wir hatten beide den gleichen Geschmack, Stooges, Velvets, Dolls, darum gab es eine gemeinsame Basis.“ „Eines Tages rief er mich plötzlich an und fragte ‚Hast du Lust nach Dänemark mitzukommen, ein Album aufnehmen?‘“
Am 27. Januar 1990 gab die Presseabteilung von WEA in London folgendes Statement an die britische Musikpresse weiter: „Andreas Bruhn ist Mitglied der Sisters Of Mercy geworden. Andreas Bruhn spielt elektrische Gitarre. Tony James ist Mitglied der Sisters Of Mercy geworden. Tony James spielt Bassgitarre.“ Ebenfalls am 27. Januar 1990 gab Morrison folgende Presseerklärung an das britische Sounds-Magazin ab: „Patricia Morrison hat zuletzt im Dezember 1989 mit Andrew an Material für das neue Sisters-Album gearbeitet, hat aber seitdem keinen Kontakt mehr und ist nicht länger bei den Sisters Of Mercy. Sie hat seitdem an einem neuen Projekt gearbeitet und ein weiteres Statement wird zu einem späteren Zeitpunkt abgegeben.“
Andrew Eldritch kommentierte auf einer Pressekonferenz am 23. Juni 1990: „Patricia ist unwiderruflich aus der Band ausgeschieden, letztes Jahr im Oktober. Patricia war in jeder Hinsicht gut; sie kann Baß spielen, sie hatte Input, sie war eine große moralische Stütze für viele Jahre. Sie war länger in der Band als jeder andere jemals war, eine sehr lange Zeit.“

## Aufnahmesessions

### Puk Recording Studios, Dänemark
Für das neue Album waren im Herbst 1989 die Puk Recording Studios im dänischen Gjerlev gebucht worden. Am Rande eines Red-Lorry-Yellow-Lorry-Konzertes in Hamburg am 7. November 1989 hatte Eldritch dem späteren Zillo-Herausgeber Rainer Ettler gegenüber angegeben, dass die Aufnahmen im Januar 1990 beginnen würden und „etwa im Mai“ mit der Veröffentlichung zu rechnen sei. Eldritch: „Das Studio bot uns das, was wir brauchten, zu vernünftigen Preisen. Und man hat dort seine Ruhe. Nur Landschaft ringsumher, man kann da sehr gut arbeiten.“
Tony James: „Ich fuhr nach Dänemark zu den Puk Studios Ende Januar.“ James wurde ursprünglich auch vom Sigue-Sigue-Sputnik-Gitarristen Neil X begleitet, der aber an den Aufnahmen nicht beteiligt wurde: „Nein, Eldritch konnte Neil nicht leiden, und ich konnte ihn verstehen, es passte irgendwie nicht, trotzdem fand ich Neil besser als Bruhn.“
Neun Songs waren insgesamt im Vorjahr von Eldritch und Bruhn komponiert und arrangiert worden. Bruhn: „Ich bin wohl der einzige, der neben Andrew einen Einfluss auf die LP hatte, weil Tony James erst viel später dazukam, als alle Basslinien schon fertig waren.“ Eldritch: „Die Songs wurden ein bißchen geändert, nachdem die anderen dazukamen, es ist aber nicht so, daß wir Stücke komplett neu geschrieben haben.“
Die Aufnahmen begannen sich jedoch in die Länge zu ziehen. James: „Mein bleibender Eindruck von der Zeit in Dänemark war, als Andrew 120 Gesangs-Takes für den 9-Minuten-song ‚Vision Thing‘ aufnahm – er hat mir übrigens nie einen Kredit für die Zeile ‚Another black hole in the killing zone‘ gegeben – egal, Andrew hat allein eine Woche dafür gebraucht, um die alle durchzuhören.“ Bruhn: „Er ist ein Perfektionist und ziemlich eigenwillig. Das bedeutet dann, dass wir zwei Wochen lang an einem Ding arbeiten und dann merken, dass es nicht geht, und dann schmeißen wir's wieder raus. […] Bei Andrew läuft es entweder perfekt oder gar nicht.“ „Wir haben endlos viele Gitarrenspuren aufgenommen. Wenn es nicht genau saß, spielte ich erneut.“
Tony James: „Rückblickend habe ich in der ganzen Zeit wohl nur drei Stunden Material aufgenommen […] Auf diesem ganz langsamen Track [I Was Wrong] musste Andrew den Basslauf für mich spielen, ich hab ihn einfach nicht hingekriegt.“
Als Gast wurde John Perry eingeladen. Bruhn: „John Perry kam vorbei und hat die Slidegitarren-Parts auf ‚Detonation Boulevard‘ gespielt.“ Perry: „Als die Aufnahmen stattfanden, war Tony James dabei, aber ich bin nicht sicher, ober er auf der Platte tatsächlich Bass spielt – klingt für mich wie aus dem Sequenzer.“
Ein weiterer Gast war Maggie Reilly, die auf fünf Songs Hintergrundgesang beisteuerte. Eldritch: „Maggie kam für einen Tag vorbei und es war ein wahrer Genuss. Ich finde, ihre Parts bringen ein bisschen gute Laune in das Album.“ „Wenn man zum Beispiel ein Wort wie ‚Motherfucker‘ singt, ist es viel viel besser, wenn ein süßes Mädchen das mit einem zusammen singt.“
Im April 1990 war das Album jedoch weit von der Fertigstellung entfernt. Bandmanager Boyd Steemson: „Ich weiß noch, wie ich zum Studio flog, wo sie 'Vision Thing' aufnahmen, und Tony sprach mit mir und meinte ‚Also wir haben jetzt fünf Songs.‘ Und das Album war in zwei Wochen fällig. Tony sagte ‚Also ich denke mal, dann wird es halt ein Album mit fünf Songs.‘ Und ich sagte ‚Nein, das wird kein Album mit fünf Songs!‘ Zwei Tage später hatten sie siebeneinhalb Songs. Es war ein sehr schmerzhafter Prozess.“

### The Power Station, New York
Um den Song More, der als Single ausgewählt wurde, mit dem Produzenten Jim Steinman zu überarbeiten, flog Eldritch nach New York. Andreas Bruhn: „Steinman hat ‚More‘ in New York überarbeitet. Ich war nicht dabei.“
Steinman änderte den Song, indem er Musik und Text des Refrains neu schrieb. Mit Steinmans Toningenieur Steve Rinkoff wurden die entsprechenden Teile des Songs in den Power Station Studios neu eingespielt und Backgroundsängerinnen hinzugefügt. Das Piano im Schlussteil des Songs wurde von Jeff Bova eingespielt.
Eldritch: „Sein Studio in Manhattan ist einfach so verdammt teuer, und er berechnet dir jede Zeile, die er verändert, für einfach alles zahlst du.“ „Er hat die Mädels hinzugefügt und was die Mädels singen, damit hat er einen einfühlsamen Song zu einem musikalischen Schlagabtausch gemacht, bei dem ich mir nicht sicher bin, ob ich der Gewinner bin.“ „Die Hälfte des Textes ist nicht mehr da, weil er nicht erlaubt gewesen wäre. Ursprünglich war es so in dem Stil wie ‚Hör mal zu, Motherfucker!‘ Jetzt ist es ein Mischmasch aus mir und Jim, deshalb kann ich nicht mehr wirklich etwas darüber sagen […] Ich finde Songs toll, die erst einfühlsam anfangen und dann macht es ‚Bäng!‘ und es geht vier Minuten lang nur noch ‚Hau bloß ab‘ in einem durch.“
Jim Steinman verwendete den von ihm komponierten Refrain Ende der 1990er Jahre in einem neuen Song, den er für ein geplantes, aber nie verwirklichtes Batman-Musical schrieb und mit der Sängerin Kanine Hannah als Demo aufnahm.

## Trackliste (Originalalbum 1990)
1. Vision Thing – 4:36
2. Ribbons – 5:25
3. Detonation Boulevard – 3:49
4. Something Fast – 4:36
5. When You Don’t See Me – 4:51
6. Doctor Jeep – 4:39
7. More – 8:22
8. I Was Wrong – 6:03

Die Songs 1, 2, 4 und 8 wurden von Andrew Eldritch komponiert. Die Songs 3, 5 und 6 von Eldritch und Bruhn komponiert, Track 7 von Eldritch und Steinman.

## Kommerzieller Erfolg

### Chartplatzierungen
| ChartsChartplatzierungen       | Höchstplatzierung | Wochen |
| ------------------------------ | ----------------- | ------ |
| Deutschland (GfK)              | 13 (39 Wo.)       | 39     |
| Österreich (Ö3)                | 21 (2 Wo.)        | 2      |
| Schweiz (IFPI)                 | 22 (16 Wo.)       | 16     |
| Vereinigte Staaten (Billboard) | 136 (23 Wo.)      | 23     |
| Vereinigtes Königreich (OCC)   | 11 (4 Wo.)        | 4      |